# Fägre socken
Fägre socken i Västergötland ingick i Vadsbo härad, ingår sedan 1971 i Töreboda kommun och motsvarar från 2016 Fägre distrikt.
Socknens areal är 67,03 kvadratkilometer varav 64,72 land. År 2000 fanns här 819 invånare.  Kyrkbyn Fägre med sockenkyrkan Fägre kyrka ligger i socknen.

## Administrativ historik
Socknen har medeltida ursprung. Efter 1571 införlivades Fimmerstads socken. 
Vid kommunreformen 1862 övergick socknens ansvar för de kyrkliga frågorna till Fägre församling och för de borgerliga frågorna bildades Fägre landskommun. Landskommunen uppgick 1952 i Moholms landskommun som 1971 uppgick i Töreboda kommun. Församlingen utökades 2002.
1 januari 2016 inrättades distriktet Fägre, med samma omfattning som församlingen hade 1999/2000.  
Socknen har tillhört län, fögderier, tingslag och domsagor enligt vad som beskrivs i artikeln Vadsbo härad. De indelta soldaterna tillhörde Skaraborgs regemente, Södra Vadsbo kompani och Livregementets husarer, Vadsbo skvadron, Vadsbo kompani.

## Geografi
Fägre socken ligger söder om Töreboda kring Göta kanal och med Viken i öster. Socknen är en odlad slättbygd med inslag av skogsmark. 
Utmed Göta kanal ligger Vassbacken, Stång och Lanthöjden.

## Fornlämningar
Från järnåldern finns gravar, stensättningar, domarringar och resta stenar. En runsten finns vid Kulan.

## Namnet
Namnet skrevs 1397 Fägra och kommer troligen från prästgården. Namnet kan innehålla ett till fager, 'vacker' bildat ånamn.